# British Aerospace BAe 146
Il BAe 146 è un aereo di linea regionale britannico, noto anche con il nome di Jumbolino, molto impiegato per le rotte medio-brevi e con capacità STOL, alla quale contribuiscono le superfici mobili, di grande estensione, e la presenza di un aerofreno apribile posto nel cono di coda, che supplisce alla mancanza di dispositivi per l'inversione della spinta dei motori. Da quando nel 1993 il progetto fu trasferito alla Avro International, una sussidiaria della British Aerospace, è conosciuto anche col nome di Avro RJ.

## Storia
Il progetto fu lanciato il 29 agosto 1973 dalla Hawker Siddeley con il nome HS 146, ma venne sospeso nel 1974 a causa della recessione mondiale dovuta alla crisi energetica del 1973. Il programma venne tuttavia ripreso nel 1977, anno in cui la Hawker Siddeley venne assorbita dalla British Aerospace, con la nuova denominazione BAe 146, ed il prototipo volò per la prima volta il 3 settembre 1981.
La società inglese mise in produzione due versioni, il BAe 146-100, con la capienza massima di 71 passeggeri, e il BAe 146-200, da 100 posti. Nel 1993 ci fu un nuovo trasferimento del programma, questa volta a una sussidiaria della British Aerospace, la Avro International; da qui il nome Avroliner. La Avro international apportò alcune modifiche al velivolo, tra cui i motori (i nuovi Honeywell LF 507-1F da 3175 kg di spinta al decollo in sostituzione dei turbofan Honeywell ALF 502R-5 da 3171 kg di spinta) e l'avionica.
I modelli introdotti dalla Avro International, con denominazione nuovamente cambiata, furono: l'Avro RJ70 (70-85 posti), l'Avro RJ85 (85-100 posti) e l'Avro RJ100 (100-112 posti).
Noto per la sua silenziosità, la serie derivata dall'Hawker Siddeley 146 si è guadagnata il soprannome di "Whisper Jet" ("Aereo sussurrante" in inglese), oltre che la certificazione per operare al London City Airport. Il BAe 146 ha avuto un discreto successo di vendite, quasi 400 esemplari, e la produzione è terminata nel 2003.
La principale caratteristica negativa di questo aereo è il consumo di combustibile estremamente elevato: un moderno Airbus da 190 posti consuma meno del BAe 146-200 da 100 posti.

## Versioni e varianti
- BAe 146-100 (70~80 posti)
  - BAe 146-100 CJ (business)
  - BAe 146-100 QT Quiet Trader (trasporto)
  - BAe 146-100STA (militare/trasporto)
- BAe 146-200 (85~100 posti)
  - BAe 146-200 QC Quick Change (passeggeri/cargo)
  - BAe 146-200 QT Quiet Trader (cargo)
- BAe 146-300 (100~112 posti)
  - BAe 146-300 QT Quiet Trader (cargo)
  - BAe 146-301ARA (ricerca meteo)
- Avro RJ-70 (70~82 posti)
- Avro RJ-85 (85~100 posti)
- Avro RJ-100 (100~112 posti)
  - Avro RJ-115 (116~128 posti)
- Avro RJX-85 (85 posti)
- Avro RJX-100 (100 posti)

## Produzione

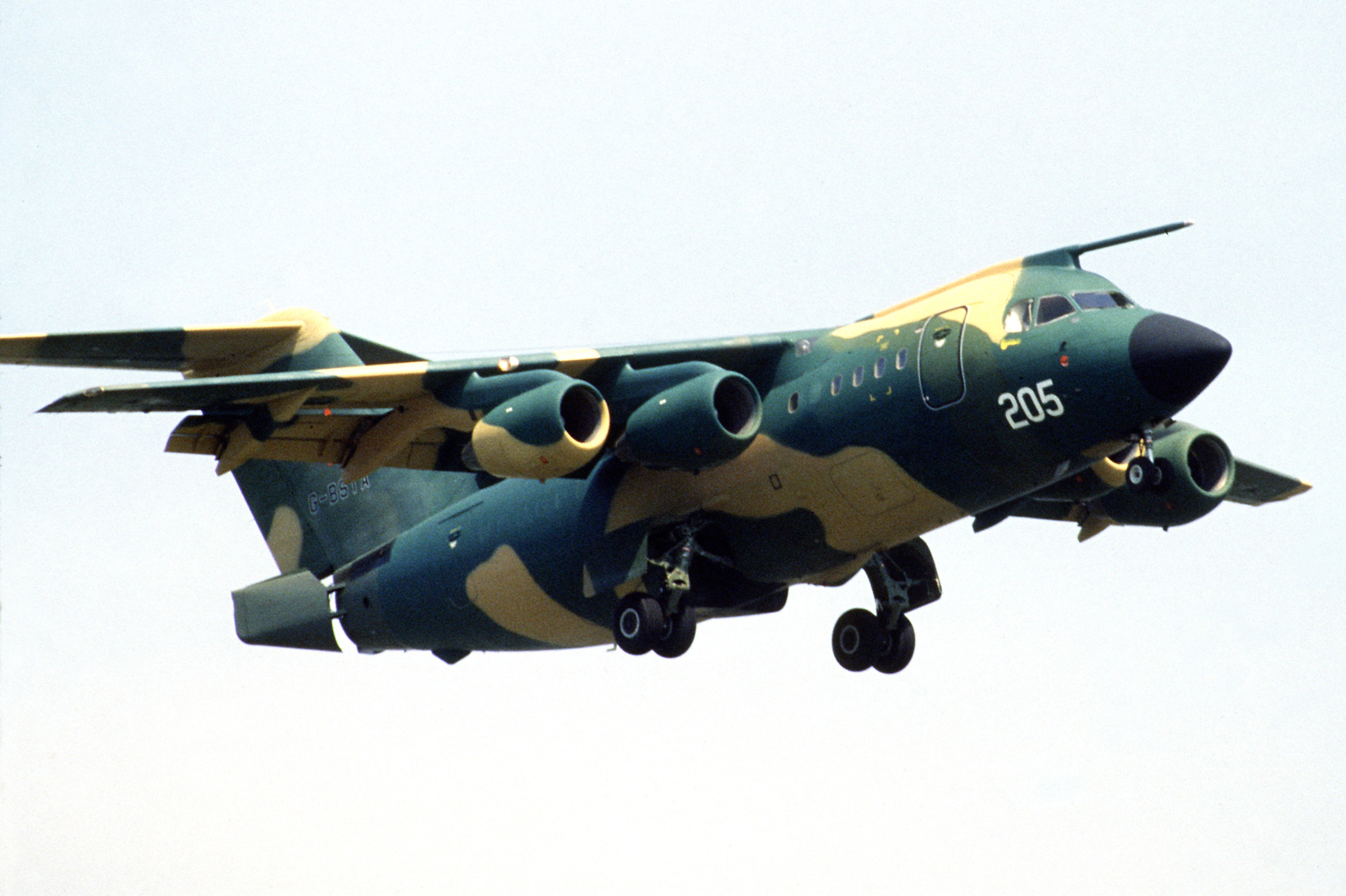
BAe 146-100STA G-BSTA (cn E1002)

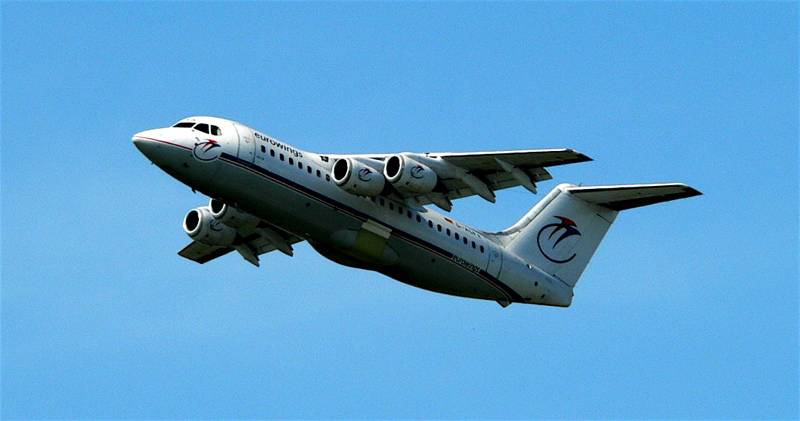
BAe 146-100

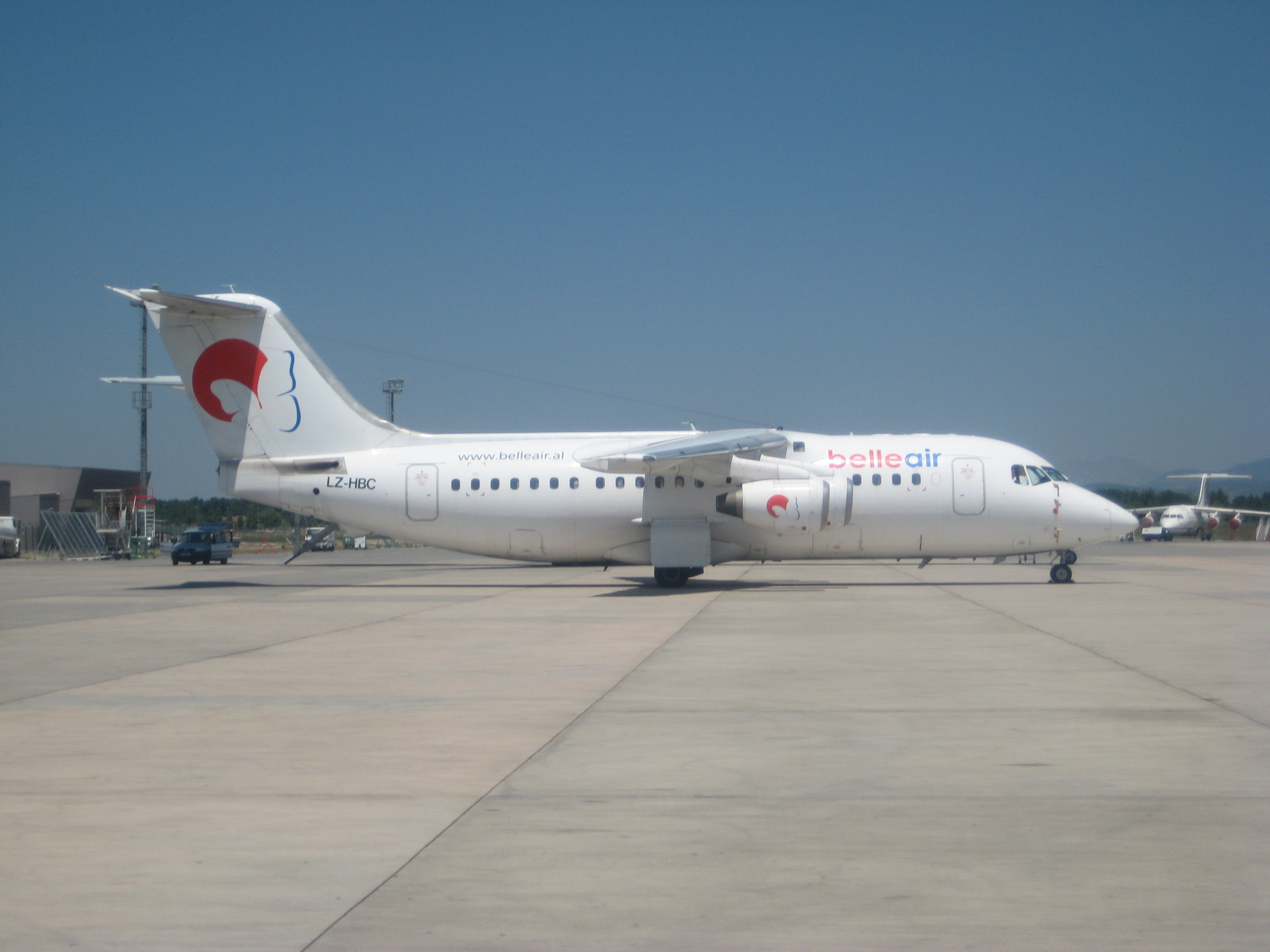
BAe 146-200

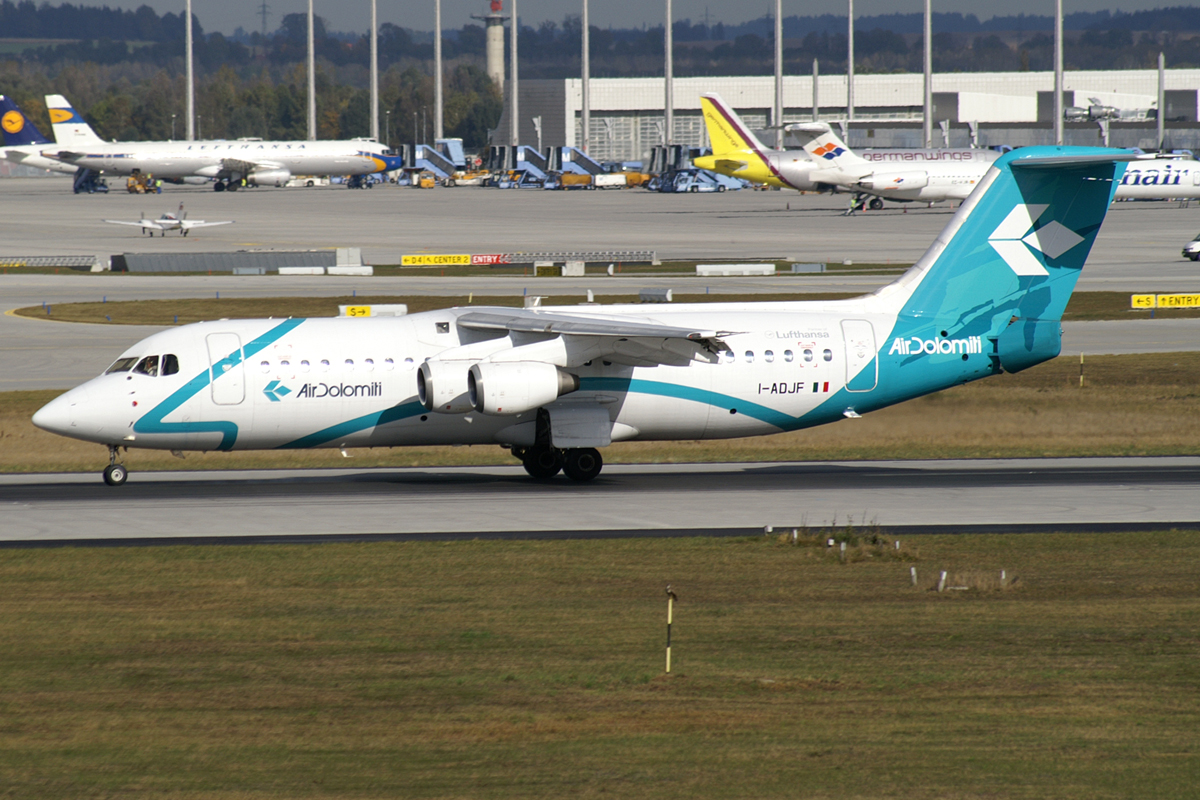
BAe 146-300

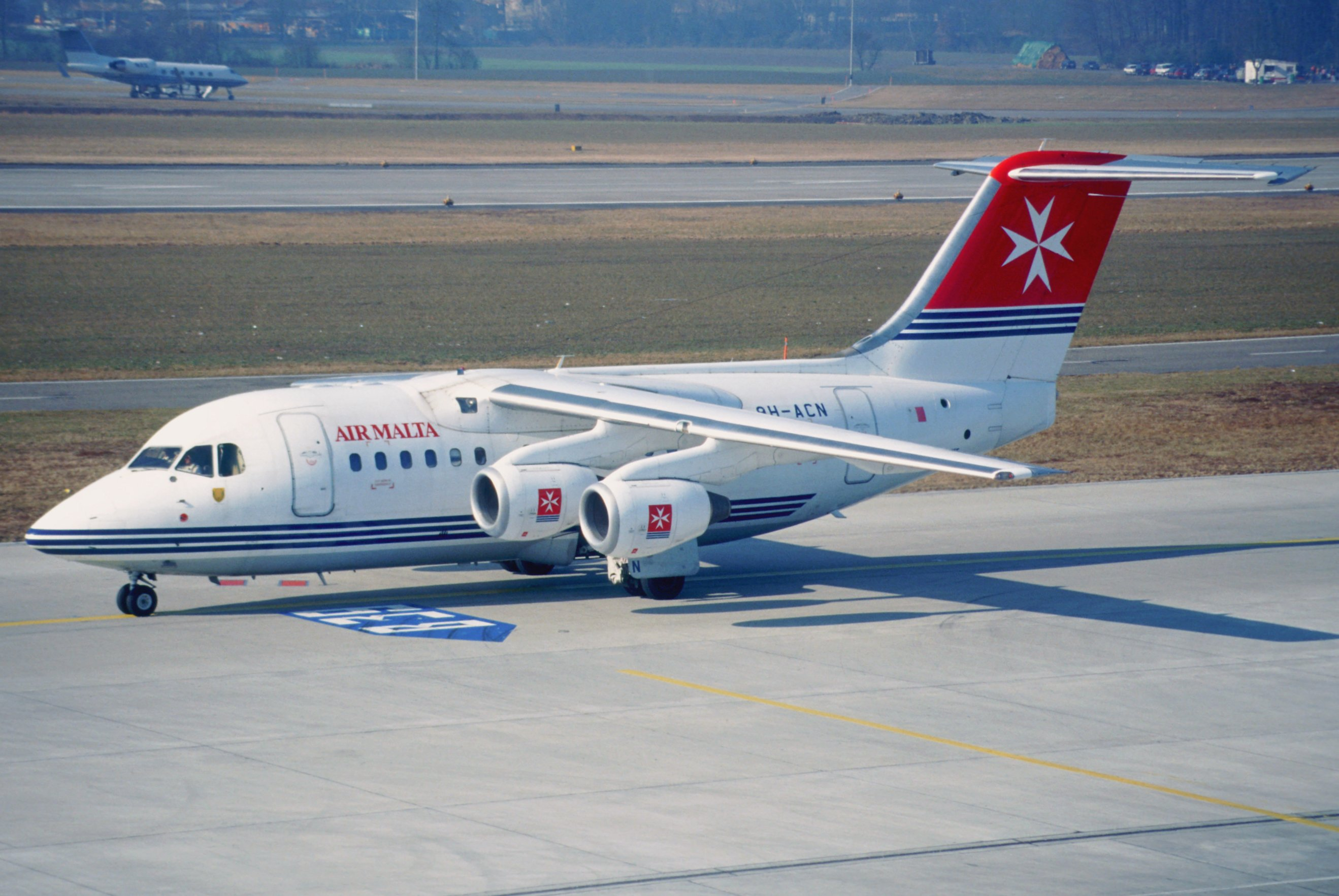
Avro RJ-70

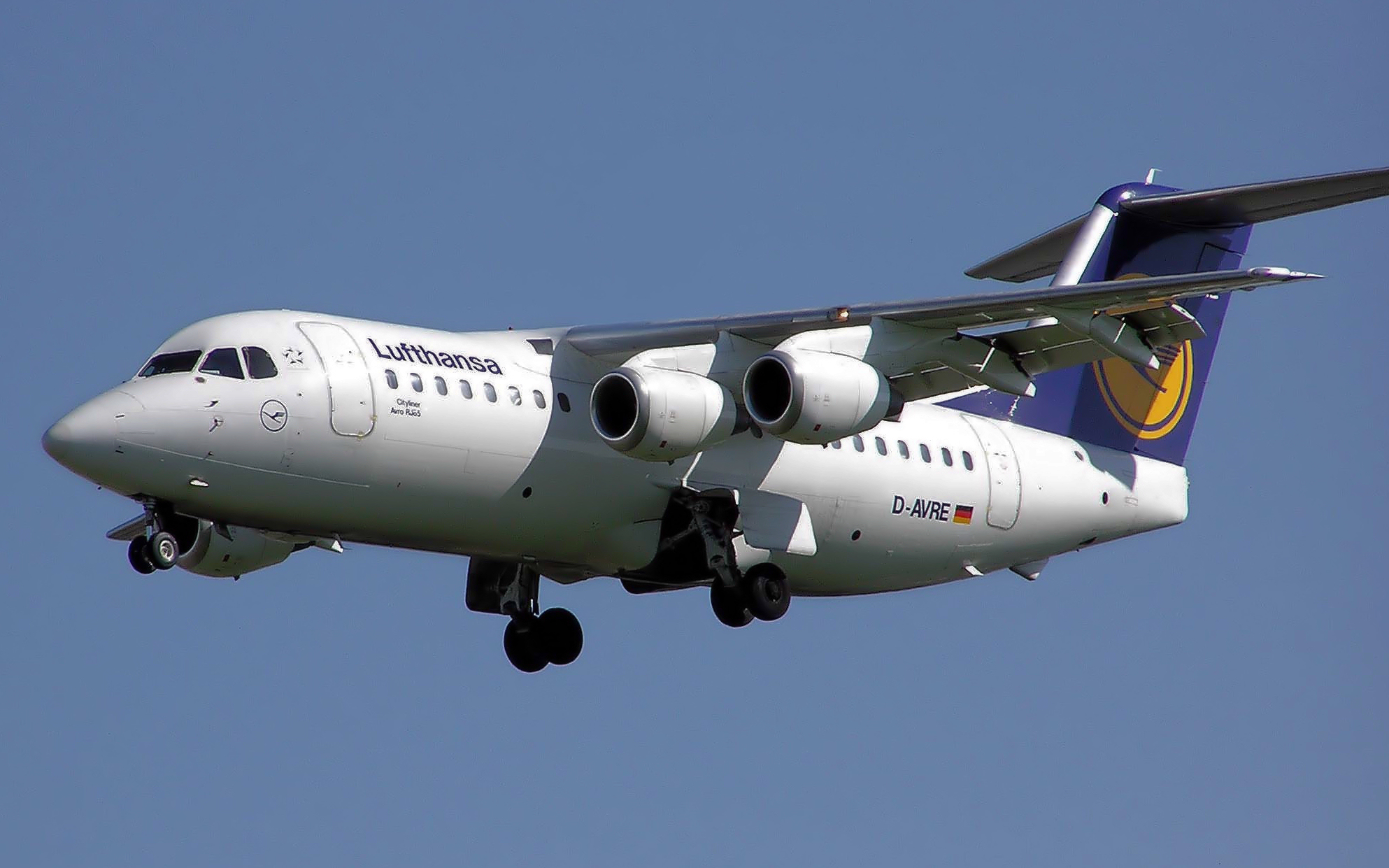
Avro RJ-85

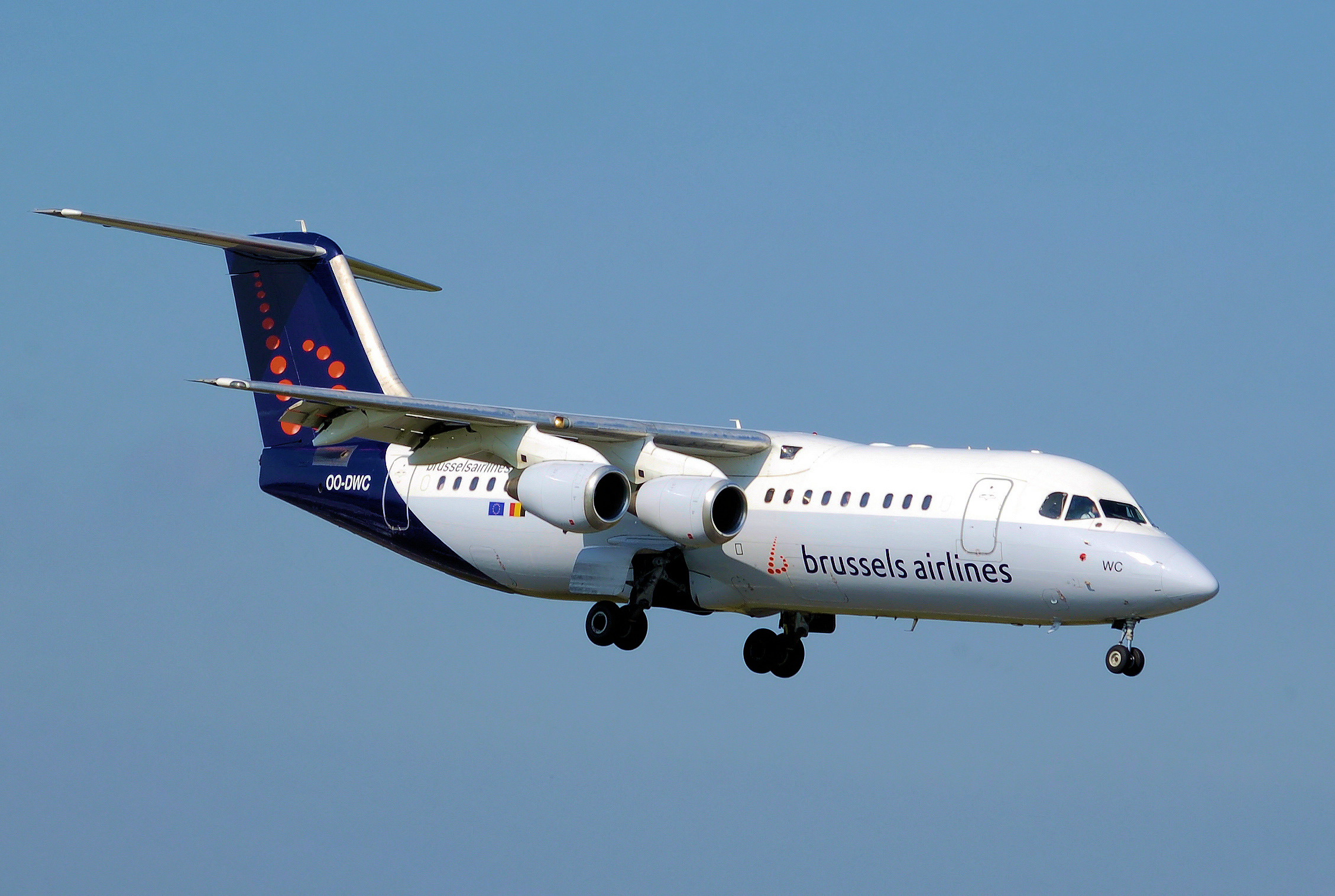
Avro RJ-100

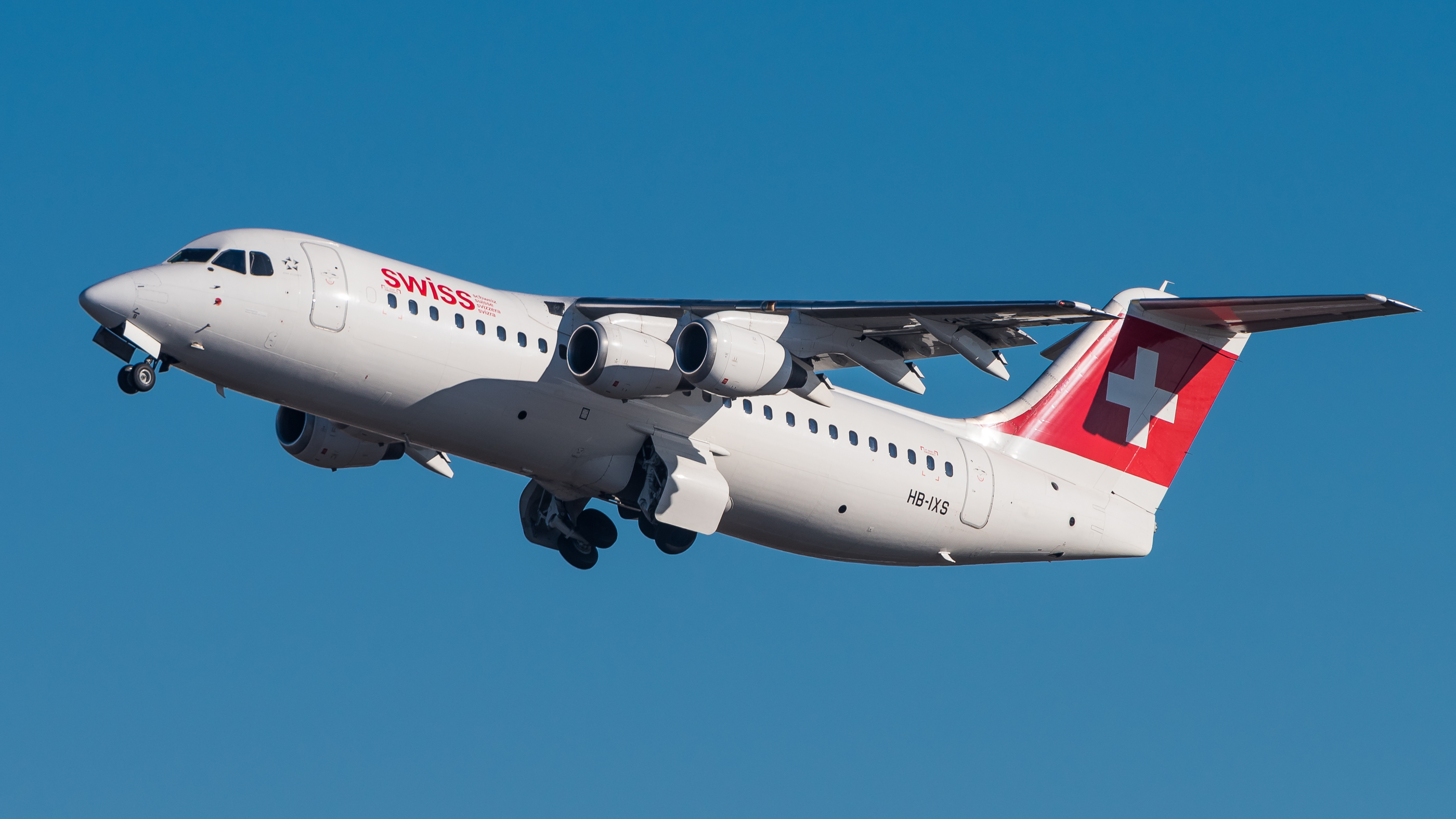
Avro RJ-100

| Modello        | costruiti | distrutti / demoliti | usati per ricambi / accantonati | in esercizio | QT (Cargo) | QC (Combi) | CJ (Business) |
| -------------- | --------- | -------------------- | ------------------------------- | ------------ | ---------- | ---------- | ------------- |
| BAe 146-100    | 33        | 4                    | 10                              | 19           | 1          | 0          | 3             |
| BAe 146-200    | 115       | 9                    | 30                              | 76           | 14         | 5          | 0             |
| BAe 146-300    | 71        | 8                    | 19                              | 44           | 10         | 0          | 0             |
| Totale BAe 146 | 219       | 21                   | 59                              | 139          | 24         | 5          | 3             |
| Avro RJ-70     | 12        | 1                    | 1                               | 10           | 0          | 0          | 0             |
| Avro RJ-85     | 87        | 1                    | 13                              | 73           | 0          | 0          | 0             |
| Avro RJ-100    | 71        | 4                    | 3                               | 64           | 0          | 0          | 0             |
| Totale Avro RJ | 170       | 6                    | 16                              | 147          | 0          | 0          | 0             |
| Avro RJX       | 3         | 1                    | 2                               | 0            | 0          | 0          | 0             |
| Totale Tutti   | 392       | 28                   | 77                              | 286          | 24         | 5          | 3             |

## Utilizzatori

### Civili
| Compagnia aerea                | Versione    | Versione      | Versione              | Versione   | Versione   | Versione    | Versione |
| Compagnia aerea                | BAe 146-100 | BAe 146-200   | BAe 146-300           | Avro RJ-70 | Avro RJ-85 | Avro RJ-100 |          |
| ------------------------------ | ----------- | ------------- | --------------------- | ---------- | ---------- | ----------- | -------- |
| Abu Dhabi Amiri Flight         |             |               |                       | 1          |            |             |          |
| Aerovías DAP                   |             | 2             |                       |            | 2          | 3           |          |
| Air Botswana                   | 1           |               |                       |            |            |             |          |
| Air Dolomiti                   |             |               | 5 (Dismessi nel 2009) |            |            |             |          |
| Air Wisconsin                  |             | 6             |                       |            |            |             |          |
| Airfast Indonesia              | 1 CJ        |               |                       |            |            |             |          |
| Asian Spirit/Zest Airways      | 2           | 1             |                       |            |            |             |          |
| Astra Airlines                 |             |               | 1                     |            |            |             |          |
| Atlantic Airways               |             | 3             |                       |            | 2          | 2           |          |
| Aviastar Mandiri               |             |               | 1                     |            |            |             |          |
| BA CityFlyer                   |             |               |                       |            | 2          | 10          |          |
| BAE Systems                    | 2           |               | 1                     |            |            |             |          |
| Bahrain Defense Force          |             |               |                       |            | 2          |             |          |
| Blue1                          |             |               |                       |            | 5          | 2           |          |
| Brussels Airlines              |             |               | 1                     |            | 2          | 12          |          |
| China Eastern Airlines         |             |               | 4                     |            |            |             |          |
| China Northwest Airlines       | 3           |               |                       |            |            |             |          |
| CityJet                        |             |               |                       |            | 17         |             |          |
| Club Air                       |             |               |                       | 1          | 1          |             |          |
| Eurowings                      |             | 5             | 10                    |            |            |             |          |
| Flightline                     |             | 4             | 2                     |            |            |             |          |
| Flybe                          |             |               | 1                     |            |            |             |          |
| Ford                           |             |               |                       |            |            | 1           |          |
| Formula One Administration     | 2           |               |                       |            |            |             |          |
| Hemus Air                      |             | 2             | 1                     |            |            |             |          |
| Linus Airways                  |             | 2             |                       |            |            |             |          |
| Lufthansa CityLine             |             |               |                       |            | 18         |             |          |
| Malmö Aviation                 |             |               |                       |            |            | 8           |          |
| MDLR Airlines                  |             |               |                       | 3          |            |             |          |
| Moncrief Oil                   | 1           |               |                       |            |            |             |          |
| National Jet Systems           | 3 (1 QT)    | 2             | 5 (2 QT)              |            | 2          | 6           |          |
| Orion Air                      |             | 1             | 2                     |            |            |             |          |
| Pelita Air Service             |             |               |                       |            | 1          |             |          |
| QantasLink                     |             |               |                       | 1          |            |             |          |
| Riau Airlines                  |             |               |                       |            |            | 2           |          |
| Romavia                        |             | 2             |                       |            |            |             |          |
| Royal Jet                      |             |               |                       |            | 2          |             |          |
| SAS                            | 1           | 1             | 1                     | 1          | 2          |             |          |
| Skyjet Airlines                | 1           | 1             |                       |            |            |             |          |
| Skyways Express                |             |               |                       |            |            | 1           |          |
| South African Airlink/Airlink  |             | 4             |                       |            | 1          |             |          |
| Star Perú                      | 1           |               |                       |            |            |             |          |
| Swiss International Air Lines  |             |               |                       |            |            | 20          |          |
| Taban Air                      |             |               | 2                     |            |            |             |          |
| Titan Airways                  |             | 4 (3QC, 1QT)  |                       |            |            |             |          |
| TNT Airways                    |             | 11 (2QC, 9QT) | 8 QT                  |            |            |             |          |
| TAM - Transporte Aéreo Militar |             | 2             |                       |            |            |             |          |
| Transwede Airways              |             |               |                       | 1          |            |             |          |
| WDL Aviation                   |             | 2             |                       |            |            |             |          |
| West Air Sweden                |             | 1 QT          |                       |            |            |             |          |
| Totali in servizio             | 19          | 76            | 44                    | 10         | 73         | 64          |          |

### Militari
Bahrein
- Royal Bahraini Air Force

2 BAe 146-RJ85 e 1 BAe 146-RJ100 in servizio all'agosto 2021. Un BAe 146-RJ70 usato ordinato all'inizio del 2021 e consegnato il 27 agosto dello stesso anno.
 Bolivia
- Fuerza Aérea Boliviana

1 BAe 146-200 immesso in servizio il 14 luglio 2021. Non è stato specificato se il velivolo sia di nuova acquisizione o faccia parte dei 5 velivoli che la forza aerea ha in deposito e che portano i colori della società pubblica TAM (Transporte Aéreo Militar).
 Regno Unito
- Royal Air Force

3 CC2 impiegati per il trasporto VIP acquistati nel 1983 e consegnati, i primi due, nel 1986 ed il terzo nel 1990. 2 CC3 da trasporto tattico acquistati di seconda mano nel 2012 ed immessi in servizio nel 2013. Impiegato dal No. 32 (The Royal) Squadron A Flight. A marzo 2021 è stato comunicato che tutti e quattro i velivoli saranno ritirati nel 2022. Primo CC2 ritirato dal servizio a fine gennaio 2022. Secondo CC2 ritirato a marzo 2022. A luglio 2022 risultavano tutti ritirati dal servizio.

## Incidenti
Nella sua lunga carriera il BAe 146/Avro RJ ha avuto una serie di incidenti i cui più gravi sono qui elencati:
- 7/12/1987: il Volo Pacific Southwest Airlines 1771 in servizio di linea tra Los Angeles e San Francisco (Stati Uniti d'America), precipita presso Paso Robles uccidendo 38 fra passeggeri e membri dell'equipaggio. Probabilmente alcuni colpi d'arma da fuoco furono sparati nella cabina di pilotaggio;
- 20/2/1991: il volo LAN Chile 1069, in servizio charter fra Puerto Arenas e Puerto Williams (Cile), esce di pista durante l'atterraggio; 20 le vittime fra i passeggeri.
- 23/7/1993: un volo di linea domestico della China Northwest Airlines in servizio fra Yinchuan e Pechino (Cina), cade al decollo provocando la morte di 56 persone a bordo;
- 25/9/1998: il volo Paukn Air 4101, in servizio domestico fra Malaga e Melilla (Spagna) precipita in situazione di volo controllato contro il suolo uccidendo tutti i 38 a bordo;
- 24/11/2001: il volo Crossair 3597 fra Berlino (Germania) e Zurigo (Svizzera), precipita in condizioni di volo controllato contro il suolo durante le fasi di atterraggio: 24 vittime;
- 8/1/2003: il volo Turkish Airlines 634, operato tra Istanbul e Diyarbakır (Turchia) precipita in fase di atterraggio in condizioni di volo controllato contro il suolo con fitta nebbia uccidendo 70 dei 75 a bordo;
- 10/10/2006: il volo Atlantic Airways 670, operato da Stavanger e Molde con scalo a Stord esce di pista durante l'atterraggio; 4 persone delle 16 a bordo muoiono;
- 28/11/2016: il volo LaMia 2933, in servizio charter fra Santa Cruz (Bolivia) e Medellín (Colombia), precipita durante la fase di atterraggio uccidendo 71 dei 77 a bordo.

## Aerei simili
- ad ala alta
  - Antonov An-72
  - Antonov An-148
  - Fairchild Dornier 328JET
- regional
  - ACAC ARJ21
  - Bombardier CRJ Series
  - Embraer E-Jets
  - Sukhoi Superjet 100